# Csiszár Imre (rendező)
Csiszár Imre (Budapest, 1950. november 7. –) Kossuth- és Jászai Mari-díjas magyar színházi rendező, színházigazgató, érdemes és kiváló művész.

## Életpályája
Szülei Csiszár János és Baranyay Margit. 1971–1976 között a Színház- és Filmművészeti Főiskola hallgatója volt rendező szakon Major Tamás osztályában, ahol még Várkonyi Zoltán és Nádasdy Kálmán tanították. 1975–1977 között a kecskeméti Katona József Színház rendezője volt. 1977–1978-ban a szolnoki Szigligeti Színházban rendezett. 1979–1988 között a Miskolci Nemzeti Színház művészeti vezetője volt. 1989–1991 között a Nemzeti Színház igazgató-helyettese, majd igazgató-főrendezője volt. 1991–1995 között a Budapesti Kamaraszínház rendezőjeként dolgozott. 1994–1995-ban a Gyulai Várszínház igazgatója volt. 1995–1996-ban a Művész Színház, illetve a Thália Színház igazgatója volt. 1996 óta a Thália Társaság Színművészeti Bt. ügyvezető igazgatója. 1999 óta ismét a Nemzeti Színház rendezője. 2000 óta a Pesti Magyar Színház rendezője volt. 2021-2024 között a szolnoki Szigligeti Színház művészeti vezetője volt.

## Színházi munkái
A Színházi Adattárban regisztrált bemutatóinak száma: rendezőként: 167; díszlettervezőként: 71; jelmeztervezőként: 10. (d=díszlettervező is, j=jelmeztervező is)

### Rendezőként
- Hacks: A sanssouci molnár (1974)
- Hacks: Amphitryon (1975)
- Ruzante: A csapodár madárka[8] (1975, 1979) d
- Visnyevszkij: Optimista tragédia (1975) d
- Brecht: A kaukázusi krétakör (1976, 1990)
- Bulgakov: Menekülés (1976)
- Molière: Doktor Fregoli (1976) d
- Molière: A botcsinálta doktor (1976, 1998) d
- Machiavelli: Mandragóra (1976, 1994) d
- Páskándi Géza: A rejtekhely (1977)
- Hacks: Lotte (Beszélgetés a Stein-házban a távollevő von Goethe úrról) (1977) d
- Brecht: Puntila úr és szolgája, Matti (1977)
- Baum: Óz, a nagy varázsló (1978)
- Synge: A nyugati világ bajnoka (1978)
- Carlo Goldoni: Bugrisok (1978)
- Goldoni: A hazug (1978)
- Örkény István: Vérrokonok (1978)
- William Shakespeare: Macbeth (1979) d
- Hill–Hawkins: Canterbury mesék (1979) d
- Plautus: Az ikrek (1979)
- Kriston Béla: A megszállott (1979)
- Brecht: A szecsuáni jólélek (1980)
- Enquist: A tribádok éjszakája (1980, 2000, 2003) d
- Shakespeare: Lear király (1981)
- Buckman–Swift: ...most mind együtt! (1981)
- Déry Tibor: Tükör (1982) d, j
- Bruckner: Angliai Erzsébet (1982)
- Shaffer: Black comedy (Játék a sötétben) (1982)
- Behan: A túsz (1982) d
- Henrik Ibsen: Peer Gynt (1983, 1991)
- Edoardo De Filippo: Filumena házassága (1983)
- Kolozsvári Grandpierre Emil: Párbaj az árnyékkal (1983)
- Wedekind: Lulu (1983) d
- Madách Imre: Az ember tragédiája (1984, 1997) d, j
- Goldoni: Két úr szolgája (1984-1985)
- Örkény: Tóték (1984) d
- Coburn: Kopogós römi (1984, 2008, 2010) d
- Froissart–Kaiser: A calais-i polgárok, avagy: Egy város becsülete (1985)
- Enquist: Ének Phaedráért (1985)
- Norén: Az éjszaka a nappal anyja (1986) d, j
- Csehov: Cseresznyéskert (1986) d
- Arden: Gyöngyélet (1987)
- Brecht: Galilei élete (1987)
- Nagy András: Báthory Erzsébet (1987, 1996) d, j
- Galin: Csillagok a hajnali égbolton (1987)
- Gogol: Háztűznéző (1988, 2009)
- Vitrac: Viktor, avagy a gyerekuralom (1988)
- Görgey Gábor: Komámasszony, hol a stukker? (1988, 1996) d, j
- Brecht: Egy fő az egy fő (1989) d
- Szophoklész: Tragédia magyar nyelven Szophoklész Antigoné-jából (1989)
- Molière: Tartuffe avagy a képmutató (1990, 2006)
- Vörösmarty Mihály: Csongor és Tünde (1990)
- Shaw: Sosem lehet tudni (1990)
- Kopit: Jaj, apu, szegény apu, a szekrénybe beakasztott tégedet az anyu, s az én pici szívem olyan szomorú (1991)
- Csokonai Vitéz Mihály: Az özvegy Karnyóné s a két szeleburdiak (1991, 2001)
- Misima: Sade márkiné (1991, 2001)
- MacDonald: Csúcstalálkozó (1991)
- Shaffer: Jonadáb (1992)
- Shakespeare: Szeget szeggel (1992, 2007)
- Shakespeare: Athéni Timon (1992)
- Remenyik Zsigmond: Pokoli disznótor (1992)
- Brecht: A kivétel erősíti a szabályt (1992) d
- Brecht: Aki igent mond és aki nemet mond (1992) d
- Mrożek: Gyalogszerrel (1992) d
- Shakespeare: IV. Henrik (1993) d
- Örkény István: Kulcskeresők (1993) d
- Nyirő József: Jézusfaragó ember (1993)
- Arthur Miller: Közjáték Vichyben (1993) d
- Weöres Sándor: A kétfejű fenevad (1994)
- Federico García Lorca: Yerma (1994)
- Szuhovo–Kobilin: Tarelkin halála (1994) d
- Mann–Mnouchkine–Dobai–Szabó: Mefisztó (1994)
- Csehov: Ványa bácsi (1995)
- Rose: Tizenkét dühös ember (1995, 2006) d
- Shaw: Szent Johanna (1995)
- Fejes Endre: Rozsdatemető (1995)
- Csehov: Platonov (1996) d
- Thomas: Szegény Dániel (1996) d
- Presser Gábor: Jó estét nyár, jó estét szerelem (1997)
- Bulgakov: Képmutatók cselszövése (1997) d
- Nagy András: Don Juan, a sevillai, a kővendég és a szédelgő (1997)
- Enquist: Képcsinálók (1998) d
- Christie: Az egérfogó (1998) d
- Tamási Áron: Énekes madár (1998)
- Marlowe: Doktor Faustus tragikus históriája (1998) d
- William Shakespeare: Othello (1998) d
- O'Neill: Hosszú út az éjszakába (1999) d
- William Shakespeare: Szentivánéji álom (1999)
- Betti: Bűntény a kecskeszigeten (1999) d
- Schiller: Haramiák (1999) d
- Szakonyi Károly: Életem, Zsóka! (1999) d
- Georges Feydeau: Osztrigás Mici (2000)
- Molière: A nők iskolája (2000)
- Gogol: Egy őrült naplója (2000) d, j
- Ionesco: A kopasz énekesnő (2001) d
- Katona József: Bánk bán (2001)
- Háy Gyula: Isten, császár, paraszt (2001)
- Molnár Ferenc: Az ördög (2001)
- Camus: Caligula (2002, 2010) d
- Molière: Dandin György, avagy a megcsúfolt férj (2002, 2008)
- Molnár Ferenc: Játék a kastélyban (2002)
- Szép Ernő: Patika (2002)
- Pozsgai Zsolt: Arthur és Paul (2003) d, j
- Ödön von Horváth: A végítélet napja (2003)
- Molière: Úrhatnám polgár (2003)
- Molière: Don Juan vagy a kőszobor lakomája (2004) d
- Carlo Goldoni: Mirandolina (2004)
- Foster: I. Erzsébet (2004)
- Krúdy Gyula: Krúdy-keringő (2004)
- Madách Imre: Mózes (2004) d
- Molnár Ferenc: Olympia (2004)
- Mrożek: Tangó (2004, 2009) d
- Anouilh: Becket avagy Isten becsülete (2005, 2007)
- Brecht: Kurázsi mama és gyermekei (2005)
- Knott: Várj, míg sötét lesz! (2005) d
- Dunn: Gőzben (2005) d, j
- Molière: A fösvény (2006)
- Molière: Gömböc úr avagy a Kelet-Európai bővítés (2006) d
- García Lorca: Bernarda Alba háza (2007)
- Akutagava Rjúnoszuke: A vihar kapujában (2007) d
- Albee: Nem félünk a farkastól (2007) d
- Ibsen: A nép ellensége (2008) d
- Gieselmann: Kolpert úr (2008) d
- Mrożek: Szerződés (2008)
- Márai–Pozsgai: A gyertyák csonkig égnek (2008)
- Shaffer: Equus (2008)
- Harold Pinter: Hazatérés (2008) d
- Vinterberg-Rukov-Hansen: Az ünnep (2009) d
- Carlo Goldoni: Chioggiai csetepaté (2009) d
- Móricz Zsigmond: Légy jó mindhalálig (2009) d
- Ziegler: Grace és Gloria (2009) d
- William Shakespeare: III. Richárd (2010) d
- Feydeau: Bolha a fülbe (2010) d
- Nash: Az esőcsináló (2010)
- Harold Pinter: A születésnap (2010)
- Molnár Ferenc: A testőr (2011) d
- Schiller: Ármány és szerelem (2011)
- Camus: Félreértés (2011)
- Goethe–Hacks: A mundérvásárhelyi búcsú (2012) d

### Díszlettervezőként
- Christie: A vád tanúja (1987)

## Filmjei

### Színészként
- Katonák (1977)
- Krétakör (1978)
- Mária-nap (1984)
- Linda (1984)
- Valahol Magyarországon (1987)
- Jézus Krisztus horoszkópja (1989)
- Kék Duna keringő (1992)
- Megint tanú (1995)
- Európa expressz (1999)
- Casino (2011)

### Rendezőként
- Groteszk (1989)

## Díjai, elismerései
- Jászai Mari-díj (1982)
- Érdemes művész (1987)
- Főnix díj (2003)
- A Magyar Köztársasági Érdemrend lovagkeresztje (2003)
- Kiváló művész (2009)
- Kossuth-díj (2019)[9]